# Wechselnote
Wechselnote (von italienisch nota cambiata: „verwechselte Note“) bezeichnet in der heutigen Musiktheorie meist eine Note, die sich
- in der Regel auf leichter Taktposition
- eine Sekunde von der vorherigen Note entfernt,
- sofort zu ihr zurückkehrt
- und sie auf diese Weise diminuiert.

Wechselnoten können dissonant sein.

## Beispiel
Rot eingefärbt sind in diesem Beispiel (Wolfgang Amadeus Mozart, Zwölf Variationen über „Ah, vous dirai-je, Maman“ KV 265 (300e), Var. VI) diatonische untere Wechselnoten; blau eingefärbt sind chromatische untere Wechselnoten:

## Andere / allgemeinere Bedeutungen
In älteren Schriften wird Wechselnote für andere Dissonanztypen verwendet. So erklärt Franz Xaver Murschhauser den Begriff im Sinne der betonten Durchgangsnote (transitus irregularis). Heinrich Christoph Koch hingegen verwendet ihn für freie Vorhalte.
Ernst Friedrich Richter verwendet Wechselnote außer in der eingangs referierten Bedeutung ebenfalls für freie Vorhalte sowie für anspringende Nebennoten. Rudolf Louis und Ludwig Thuille subsumieren außerdem die abspringende Nebennote (darunter die „Fuxische Wechselnote“) unter dem Begriff.

## Fuxsche Wechselnote
Johann Joseph Fux verwendet die Bezeichnung nota cambiata für eine dissonante abspringende untere Nebennote, die von einem Terzsprung abwärts gefolgt wird:
Den Ausdruck cambiata erklärt Fux damit, dass der Terzfall von der zweiten Note zur dritten „strenggenommen“ („de rigore“) von der ersten zur zweiten Note erfolgen müsste, sodass der zweite Zusammenklang konsonant wäre: